# Willa Alfreda Jarischa
Willa Alfreda Jarischa – pałac położony przy alei Tadeusza Kościuszki 88 w Łodzi.

## Historia
Willa została zbudowana w latach 1923–1925 na zlecenie Alfreda oraz Bodo Jarischów, synów austriackiego przemysłowca Floriana Jarischa. Autorem projektu był wiedeński architekt Karl Seidl. Budynek mieści się na tyłach Kamienicy Floriana Jarischa, której front znajduje się przy ulicy Piotrkowskiej 153.
W pałacu przez wiele lat mieścił się pałac ślubów. Aktualnie budynek wykorzystywany jest przez Urząd Miasta Łodzi jako Centrum Obsługi Mieszkańców Łódź - Śródmieście.